# Шагырлы
Шагырлы (каз. Шағырлы) — село в Курмангазинском районе Атырауской области Казахстана. Входит в состав Дашинского сельского округа. Находится примерно в 19 км к западу от села Ганюшкино. Код КАТО — 234653400.

## Население
В 1999 году население села составляло 267 человек (143 мужчины и 124 женщины). По данным переписи 2009 года, в селе проживало 297 человек (161 мужчина и 136 женщин).